# Canton de Saint Meard de Gurson
Le canton de Saint Meard de Gurson est un ancien canton français du département de la Dordogne. Il faisait partie du district de Mussidan et avait pour chef-lieu Saint Meard de Gurson.

## Histoire
Le canton de Saint Meard de Gurson est créé en 1790 sous la Révolution en même temps que les départements. Il dépend du district de Montpon, rapidement renommé en district de Mussidan jusqu'en 1795, date de suppression des districts.
Lorsque ce canton est supprimé par la loi du 8 pluviôse an IX (28 janvier 1801)  portant sur la « réduction du nombre de justices de paix », ses  communes sont alors réparties sur trois cantons dépendant de l'arrondissement de Bergerac :
- Fraisse et Monfaucon au canton de Laforce,
- Montazeau, Ponchat et La Rouquette au canton de Velines,
- Saint-Géraud-de-Corps, Saint-Méard-de-Gurçon et Saint-Rémy au canton de Villefranche-de-Loupchapt.

## Composition
- Fraisse[2],
- Monfaucon[3],
- Montaseau[4],
- Ponchat[5],
- La Rouquette[6],
- Saint Géraud[7],
- Saint Meard de Gurson[1],
- Saint Remy[8].